# Trithyris fenestrinalis
Trithyris fenestrinalis là một loài bướm đêm trong họ Crambidae.